# الصفدية
الصفدية كتاب من تأليف ابن تيمية أجاب فيه على فتوى وردته من أحد السائلين.
وقد قال فيه ابن عبد الهادي:
| الصفدية | وكتاب يُعرف بالصفدية في الرد على الفلاسفة في قولهم أن معجزات الأنبياء عليهم السلام قوىً نفسانية، وفي إبطال قولهم بقدم العالم . | الصفدية |

وذكر ابن تيمية في كتابه:
| الصفدية | فإن مسألة عظيمة، تُبنى عليها أصول العلم والإيمان، أجبنا فيها بحسب محتمل الحال، وفيها من البسط والقواعد الشريفة ما يعرفه من عرف كلام الناس في هذا الباب . | الصفدية |

## الفتوى
- نص الفتوى: «رجل مسلم يقول أن معجزات الأنبياء صلى الله عليهم وسلم قوى نفسانية أفتونا مأجورين.»[1]
- جواب ابن تيمية: «هذا الكلام كفر وهو من كلام طائفة من الفلاسفة والقرامطة والباطنية والإسماعيلية ونحوهم كابن سينا وأمثاله وأصحاب رسائل إخوان الصفا والعبيدين الذين كانوا بمصر من الحاكمية وأشباههم وهؤلاء كانوا يتظاهرون بالتشيع وهم في الباطن ملاحدة ويسمون القرامطة والباطنية وغير ذلك.»[4]

## سبب التسمية
وضح الدكتور محمد رشاد سالم سبب تسمية الكتاب في تحقيقه حيث قال: (أي أن سائلًا سأله عن مسألة فأجابه، وهذا ما نجده في أول الكتاب، والسائل – كما هو ظاهر – من مدينة صفد، وهي مدينة – كما نعلم – بفلسطين، ولذلك عرفت الرسالة أو الكتاب بالصفدية، نسبة إلى المدينة التي ورد السؤال منها ).

## مضمون الكتاب
ينقسم الكتاب إلى قسمين رئيسين:
- الأول: وفيه الرد على السؤال موضوع الكتاب، وقد شغل ثُلث الكتاب.

والذي ينقسم بدوره إلى قسمين:
1- الرد على قول الفلاسفة بقدم العالم ونفي الصفات.
2- إجابة السؤال على نحوٍ مخصوص.
- الثاني: توسع فيه ابن تيمية في الرد على الفلاسفة وآرائهم ومذاهبهم. فيشغل ثلثي الكتاب.

فبدأ بالفلاسفة المسلمين، مثل ابن سينا، وفلاسفة الصوفية، مثل محي الدين بن عربي، وابن سبعين، فناقش نظرياتهم.
ثم عرج بعد ذلك لفلاسفة اليونان، وعلى وجه الخصوص أرسطو.
ثم تحدث عن قول وحدة الوجود، ورد عليه. وعاد إليها وفصل كثيرًا بعد نقضه فكرة وحدة الأديان.
بعد ذلك ذهب لينقض فكرة وحدة الأديان التي اتبعها الصوفية.

## نُسخ الكتاب
لا يوجد للكتاب سوى نسخة وحيدة، وهي بخط مؤلفه. وقد وجدها الدكتور محمد سالم في مكتبة سليم آغا في إسطنبول تحت عنوان «قاعدة في الحقيقة والرسالة وإبطال قول أهل الزندقة والدلالة».
فكان أول من حققه الدكتور محمد رشاد سالم، ثم تبعه بعد ذلك عبد الله بن عبد الرحمن السعد مع أبو عبد الله الحليمي وأبو معاذ الدمشقي، فقاموا بتصحيح بعض الأخطاء والتصحيفات والسقط والكلمات غير المقروءة في نسخة محمد سالم.